# Europees kampioenschap voetbal onder 21 - 2021
Het Europees kampioenschap voetbal onder 21 van 2021  was de 23ste editie van het Europees kampioenschap voetbal onder 21. Het toernooi werd georganiseerd door Hongarije en Slovenië in 2021. Spanje was de titelhouder door Duitsland met 2-1 te verslaan in de finale in 2019. Spelers die geboren zijn na 1 januari 1998 waren speelgerechtigd.
Het toernooi zou worden gespeeld tussen 9 en 26 juni 2021, maar door de coronapandemie in 2020 werd voor dit toernooi gekeken naar nieuwe data. Dat zou worden besloten op 27 mei 2020.
De beslissing werd uiteindelijk uitgesteld tot 17 juni 2020, toen de UEFA-vergadering van het Uitvoerend Comité de kalender en het format van het toernooi besprak. Op die datum kondigde de UEFA aan dat het toernooi in twee fases zal worden gespeeld: de groepsfase, die plaatsvond van 24 tot 31 maart 2021, en de knock-outfase, die plaatsvond van 31 mei tot 6 juni 2021.

## Stadions en gastlanden
Op 3 december 2018 maakte de UEFA de gastlanden bekend, het toernooi werd georganiseerd door Hongarije en Slovenië.
Het speelschema werd bekendgemaakt op 6 november 2019. De openingswedstrijd werd gespeeld in Slovenië en de finale werd gespeeld in Hongarije. Voor de groepswedstrijden waren er steeds twee stadions per groep aangewezen. De wedstrijden van de groepen A en B waren in Hongarije en die van de groepen C en D in Slovenië.
| Győr                                        | Boedapest                                   | Celje                             | Koper                                  |
| ------------------------------------------- | ------------------------------------------- | --------------------------------- | -------------------------------------- |
| Alcuferstadion Capaciteit: 4.500            | Bozsik Aréna Capaciteit: 8.200              | Arena Petrol Capaciteit: 13.059   | Bonifikastadion Capaciteit: 4.047      |
| Székesfehérvár                              | Szombathely                                 | Ljubljana                         | Maribor                                |
| MOL Aréna Sóstó Capaciteit: 14.201          | Haladás Sportkomplexum Capaciteit: 8.903    | Stožicestadion Capaciteit: 16.038 | Ljudski vrt-stadion Capaciteit: 12.702 |
|                                             |                                             |                                   |                                        |
| · Székesfehérvár Szombathely Győr Boedapest | · Székesfehérvár Szombathely Győr Boedapest | · Celje Ljubljana Maribor Koper   | · Celje Ljubljana Maribor Koper        |

## Kwalificatie
Het kwalificatietoernooi bestaat uit twee rondes.
- Groepsfase (10 plekken): Aan deze ronde doen 53 landen mee en zij worden verdeeld in negen groepen. Acht met 6 landen, een met 5 landen. Ieder land speelt 2 keer tegen een ander land (een uit- en thuiswedstrijd). De groepswinnaars en de beste nummer 2 kwalificeren zich voor het hoofdtoernooi.
- Play-offs (4 plekken): De overige acht nummers 2 spelen in de play-offs. Twee landen worden aan elkaar gekoppeld en spelen een uit- en thuiswedstrijd tegen elkaar. De winnaar kwalificeert zich.

### Gekwalificeerde teams
De volgende teams hebben zich gekwalificeerd voor het eindtoernooi.
| Team        | Reden van kwalificatie | Datum van kwalificatie | Aantal deelnames                | Laatste deelname | Beste resultaat                         |
| ----------- | ---------------------- | ---------------------- | ------------------------------- | ---------------- | --------------------------------------- |
| Hongarije   | Gastland               | 3 december 2018        | 5e                              | 1996             | Halve finale (1986)                     |
| Slovenië    | Gastland               | 3 december 2018        | 1e                              | Debuut           | Debuut                                  |
| Italië      | Winnaar groep 1        | 15 november 2020       | 21e                             | 2019             | Kampioen (1992, 1994, 1996, 2000, 2004) |
| Frankrijk   | Winnaar groep 2        | 12 november 2020       | 10e                             | 2019             | Kampioen (1988)                         |
| Engeland    | Winnaar groep 3        | 13 oktober 2020        | 16e                             | 2009             | Kampioen (1982, 1984)                   |
| Tsjechië    | Winnaar groep 4        | 17 november 2020       | 8e (14e incl. Tsjechoslowakije) | 2017             | Kampioen (2002)                         |
| Rusland     | Winnaar groep 5        | 13 oktober 2020        | 4e (7e incl. Sovjet-Unie)       | 2013             | Kampioen (1980, 1990)                   |
| Spanje      | Winnaar groep 6        | 13 oktober 2020        | 15e                             | 2019             | Kampioen (1986, 1998, 2011, 2013, 2019) |
| Nederland   | Winnaar groep 7        | 13 oktober 2020        | 9e                              | 2013             | Kampioen (2006, 2007)                   |
| Denemarken  | Winnaar groep 8        | 13 oktober 2020        | 9e                              | 2019             | Halve finale (1992, 2015)               |
| Duitsland   | Winnaar groep 9        | 17 november 2020       | 13e                             | 2019             | Kampioen (2009, 2017)                   |
| Portugal    | Beste nummer 2         | 15 november 2020       | 9e                              | 2017             | Runner-up (1994, 2015)                  |
| Kroatië     | Beste nummer 2         | 17 november 2020       | 4e                              | 2019             | Groepfase (2000, 2004, 2014)            |
| Roemenië    | Beste nummer 2         | 17 november 2020       | 3e                              | 2019             | Halve finale (2019)                     |
| IJsland     | Beste nummer 2         | 24 november 2020       | 2e                              | 2011             | Groepfase (2011)                        |
| Zwitserland | Beste nummer 2         | 13 oktober 2020        | 4e                              | 2011             | Runner-up (2011)                        |

### Loting
De loting werd gehouden op 10 december 2020, 15:00 CET, bij het UEFA hoofdkantoor te Nyon, Zwitserland. De 16 teams werden verdeeld over vier groepen van vier teams elk. De teams kregen een ranking op basis van hun coefficient ranking aan het eind van de kwalificatiereeks, berekend op basis van het volgende:
- Europees kampioenschap voetbal onder 21 van 2017 toernooi en kwalificatie (20%)
- Europees kampioenschap voetbal onder 21 van 2019 toernooi en kwalificatie (40%)
- Kwalificatie Europees Kampioenschap onder 21 van 2021 (40%)

De 16 teams werden verdeeld over vier groepen van vier teams op basis van hun ranking aan het eind van de kwalificatiereeks. Elke groep kreeg één team uit elke pot. De gastlanden Hongarije en Slovenië kregen resp. positie A1 en B1 toegewezen tijdens de loting. De andere 14 teams kregen de overige beschikbare plekken in hun groep toebedeeld.
| Team      |        |
| --------- | ------ |
| Spanje    | 40,620 |
| Duitsland | 38,490 |
| Frankrijk | 37,147 |
| Engeland  | 36,846 |

| Team       |        |
| ---------- | ------ |
| Italië     | 36,361 |
| Denemarken | 36,088 |
| Portugal   | 35,863 |
| Nederland  | 32,686 |

| Team     |        |
| -------- | ------ |
| Roemenië | 32,198 |
| Kroatië  | 31,902 |
| Tsjechië | 29,648 |
| Rusland  | 29,162 |

| Team                   |        |
| ---------------------- | ------ |
| Zwitserland            | 28,059 |
| IJsland                | 26,071 |
| Slovenië (positie B1)  | 25,851 |
| Hongarije (positie A1) | 21,318 |

## Groepsfase

### Groep A
| Pos | Team          | Wed | W | G | V | Ptn | DV | DT | +/− | Kwalificatie  |
| --- | ------------- | --- | - | - | - | --- | -- | -- | --- | ------------- |
| 1   | Nederland     | 3   | 1 | 2 | 0 | 5   | 8  | 3  | +5  | Knock-outfase |
| 2   | Duitsland     | 3   | 1 | 2 | 0 | 5   | 4  | 1  | +3  | Knock-outfase |
| 3   | Roemenië      | 3   | 1 | 2 | 0 | 5   | 3  | 2  | +1  |               |
| 4   | Hongarije (G) | 3   | 0 | 0 | 3 | 0   | 2  | 11 | −9  |               |

1. 1 2 3  Gerangschikt op head-to-head punten (2) en onderling doelsaldo (0). Onderling gescoorde doelpunten: Nederland 2, Duitsland 1, Roemenië 1. Duitsland en Roemenië werden gerangschikt op het totale doelsaldo.

|                             |           |         |                                 |                                                                                            |
| 24 maart 2021 21:00 (UTC+1) | Hongarije | 0 – 3   | Duitsland                       | MOL Aréna Sóstó, Székesfehérvár Toeschouwers: 0 Scheidsrechter: Guillermo Cuadra Fernández |
| 24 maart 2021 21:00 (UTC+1) |           | Verslag | 61' Nmecha 66' (pen.), 73' Baku | MOL Aréna Sóstó, Székesfehérvár Toeschouwers: 0 Scheidsrechter: Guillermo Cuadra Fernández |

|                             |             |         |             |                                                                        |
| 24 maart 2021 21:00 (UTC+1) | Roemenië    | 1 – 1   | Nederland   | Bozsik Aréna, Boedapest Toeschouwers: 0 Scheidsrechter: Sandro Schärer |
| 24 maart 2021 21:00 (UTC+1) | Ciobanu 20' | Verslag | 16' Schuurs | Bozsik Aréna, Boedapest Toeschouwers: 0 Scheidsrechter: Sandro Schärer |

|                             |                          |         |                       |                                                                         |
| 27 maart 2021 18:00 (UTC+1) | Hongarije                | 1 – 2   | Roemenië              | Bozsik Aréna, Boedapest Toeschouwers: 0 Scheidsrechter: Lawrence Visser |
| 27 maart 2021 18:00 (UTC+1) | Szőke 6', 43' Csonka 56' | Verslag | 70' Mățan 87' Pașcanu | Bozsik Aréna, Boedapest Toeschouwers: 0 Scheidsrechter: Lawrence Visser |

|                             |            |         |              |                                                                                  |
| 27 maart 2021 21:00 (UTC+1) | Duitsland  | 1 – 1   | Nederland    | MOL Aréna Sóstó, Székesfehérvár Toeschouwers: 0 Scheidsrechter: Maurizio Mariani |
| 27 maart 2021 21:00 (UTC+1) | Nmecha 84' | Verslag | 48' Kluivert | MOL Aréna Sóstó, Székesfehérvár Toeschouwers: 0 Scheidsrechter: Maurizio Mariani |

|                             |                                                                   |         |                  |                                                                                |
| 30 maart 2021 18:00 (UTC+2) | Nederland                                                         | 6 – 1   | Hongarije        | MOL Aréna Sóstó, Székesfehérvár Toeschouwers: 0 Scheidsrechter: Sandro Schärer |
| 30 maart 2021 18:00 (UTC+2) | De Wit 42' Boadu 47' (pen.) Gakpo 58', 70' Botman 87' Brobbey 89' | Verslag | 65' (pen.) Bolla | MOL Aréna Sóstó, Székesfehérvár Toeschouwers: 0 Scheidsrechter: Sandro Schärer |

|                             |           |       |          |                                                                                    |
| 30 maart 2021 18:00 (UTC+2) | Duitsland | 0 – 0 | Roemenië | Bozsik Aréna, Boedapest Toeschouwers: 0 Scheidsrechter: Guillermo Cuadra Fernández |
| 30 maart 2021 18:00 (UTC+2) | Verslag   |       |          | Bozsik Aréna, Boedapest Toeschouwers: 0 Scheidsrechter: Guillermo Cuadra Fernández |

### Groep B
| Pos | Team         | Wed | W | G | V | Ptn | DV | DT | +/− | Kwalificatie  |
| --- | ------------ | --- | - | - | - | --- | -- | -- | --- | ------------- |
| 1   | Spanje       | 3   | 2 | 1 | 0 | 7   | 5  | 0  | +5  | Knock-outfase |
| 2   | Italië       | 3   | 1 | 2 | 0 | 5   | 5  | 1  | +4  | Knock-outfase |
| 3   | Tsjechië     | 3   | 0 | 2 | 1 | 2   | 2  | 4  | −2  |               |
| 4   | Slovenië (G) | 3   | 0 | 1 | 2 | 1   | 1  | 8  | −7  |               |

|                             |          |         |                                  |                                                                                |
| 24 maart 2021 18:00 (UTC+1) | Slovenië | 0 – 3   | Spanje                           | Ljudski vrt-stadion, Maribor Toeschouwers: 0 Scheidsrechter: François Letexier |
| 24 maart 2021 18:00 (UTC+1) |          | Verslag | 53' Puado 54' Villar 89' Miranda | Ljudski vrt-stadion, Maribor Toeschouwers: 0 Scheidsrechter: François Letexier |

|                             |                     |         |                                              |                                                                   |
| 24 maart 2021 18:00 (UTC+1) | Tsjechië            | 1 – 1   | Italië                                       | Arena Petrol, Celje Toeschouwers: 0 Scheidsrechter: Dennis Higler |
| 24 maart 2021 18:00 (UTC+1) | Maggiore 75' (e.d.) | Verslag | 31' Scamacca 84' Tonali 74', 90+4' Marchizza | Arena Petrol, Celje Toeschouwers: 0 Scheidsrechter: Dennis Higler |

|                             |           |         |                   |                                                                  |
| 27 maart 2021 18:00 (UTC+1) | Slovenië  | 1 – 1   | Tsjechië          | Arena Petrol, Celje Toeschouwers: 0 Scheidsrechter: Glenn Nyberg |
| 27 maart 2021 18:00 (UTC+1) | Matko 32' | Verslag | 86' (e.d.) Prelec | Arena Petrol, Celje Toeschouwers: 0 Scheidsrechter: Glenn Nyberg |

|                             |              |         |                                    |                                                                          |
| 27 maart 2021 21:00 (UTC+1) | Spanje       | 0 – 0   | Italië                             | Ljudski vrt-stadion, Maribor Toeschouwers: 0 Scheidsrechter: Harm Osmers |
| 27 maart 2021 21:00 (UTC+1) | Mingueza 87' | Verslag | 82', 87' Scamacca 69', 88' Rovella | Ljudski vrt-stadion, Maribor Toeschouwers: 0 Scheidsrechter: Harm Osmers |

|                             |                                                                       |         |          |                                                                                 |
| 30 maart 2021 21:00 (UTC+2) | Italië                                                                | 4 – 0   | Slovenië | Ljudski vrt-stadion, Maribor Toeschouwers: 0 Scheidsrechter: Bartosz Frankowski |
| 30 maart 2021 21:00 (UTC+2) | Maggiore 10' Raspadori 19' Cutrone 25' (pen.), 50' Marchizza 56', 83' | Verslag |          | Ljudski vrt-stadion, Maribor Toeschouwers: 0 Scheidsrechter: Bartosz Frankowski |

|                             |                |         |          |                                                                        |
| 30 maart 2021 21:00 (UTC+2) | Spanje         | 2 – 0   | Tsjechië | Arena Petrol, Celje Toeschouwers: 0 Scheidsrechter: Giorgi Kroeasjvili |
| 30 maart 2021 21:00 (UTC+2) | Gómez 69', 78' | Verslag |          | Arena Petrol, Celje Toeschouwers: 0 Scheidsrechter: Giorgi Kroeasjvili |

### Groep C
| Pos | Team       | Wed | W | G | V | Ptn | DV | DT | +/− | Kwalificatie  |
| --- | ---------- | --- | - | - | - | --- | -- | -- | --- | ------------- |
| 1   | Denemarken | 3   | 3 | 0 | 0 | 9   | 6  | 0  | +6  | Knock-outfase |
| 2   | Frankrijk  | 3   | 2 | 0 | 1 | 6   | 4  | 1  | +3  | Knock-outfase |
| 3   | Rusland    | 3   | 1 | 0 | 2 | 3   | 4  | 6  | −2  |               |
| 4   | IJsland    | 3   | 0 | 0 | 3 | 0   | 1  | 8  | −7  |               |

|                             |                                                              |         |                |                                                                       |
| 25 maart 2021 18:00 (UTC+1) | Rusland                                                      | 4 – 1   | IJsland        | Alcuferstadion, Győr Toeschouwers: 0 Scheidsrechter: Halil Umut Meler |
| 25 maart 2021 18:00 (UTC+1) | Tsjalov 31' (pen.) Tiknizjan 42' Zakharjan 45+2' Makarov 53' | Verslag | 59' Guðjohnsen | Alcuferstadion, Győr Toeschouwers: 0 Scheidsrechter: Halil Umut Meler |

|                             |           |         |            |                                                                                  |
| 25 maart 2021 21:00 (UTC+1) | Frankrijk | 0 – 1   | Denemarken | Haladás Sportkomplexum, Szombathely Toeschouwers: 0 Scheidsrechter: Irfan Peljto |
| 25 maart 2021 21:00 (UTC+1) |           | Verslag | 75' Dreyer | Haladás Sportkomplexum, Szombathely Toeschouwers: 0 Scheidsrechter: Irfan Peljto |

|                             |         |         |                                     |                                                                                                |
| 28 maart 2021 21:00 (UTC+2) | Rusland | 0 – 2   | Frankrijk                           | Haladás Sportkomplexum, Szombathely Toeschouwers: 0 Scheidsrechter: Guillermo Cuadra Fernández |
| 28 maart 2021 21:00 (UTC+2) |         | Verslag | 15' (pen.) Édouard 24' (pen.) Ikoné | Haladás Sportkomplexum, Szombathely Toeschouwers: 0 Scheidsrechter: Guillermo Cuadra Fernández |

|                             |         |         |                     |                                                                     |
| 28 maart 2021 15:00 (UTC+2) | IJsland | 0 – 2   | Denemarken          | Alcuferstadion, Győr Toeschouwers: 0 Scheidsrechter: Sandro Schärer |
| 28 maart 2021 15:00 (UTC+2) |         | Verslag | 5' Isaksen 18' Bech | Alcuferstadion, Győr Toeschouwers: 0 Scheidsrechter: Sandro Schärer |

|                             |                                       |         |         |                                                                                      |
| 31 maart 2021 18:00 (UTC+2) | Denemarken                            | 3 – 0   | Rusland | Haladás Sportkomplexum, Szombathely Toeschouwers: 0 Scheidsrechter: Maurizio Mariani |
| 31 maart 2021 18:00 (UTC+2) | Bruun Larsen 10' Dreyer 11' Holse 90' | Verslag |         | Haladás Sportkomplexum, Szombathely Toeschouwers: 0 Scheidsrechter: Maurizio Mariani |

|                             |         |         |                           |                                                                      |
| 31 maart 2021 18:00 (UTC+2) | IJsland | 0 – 2   | Frankrijk                 | Alcuferstadion, Győr Toeschouwers: 0 Scheidsrechter: Lawrence Visser |
| 31 maart 2021 18:00 (UTC+2) |         | Verslag | 17' Guendouzi 38' Édouard | Alcuferstadion, Győr Toeschouwers: 0 Scheidsrechter: Lawrence Visser |

### Groep D
| Pos | Team        | Wed | W | G | V | Ptn | DV | DT | +/− | Kwalificatie  |
| --- | ----------- | --- | - | - | - | --- | -- | -- | --- | ------------- |
| 1   | Portugal    | 3   | 3 | 0 | 0 | 9   | 6  | 0  | +6  | Knock-outfase |
| 2   | Kroatië     | 3   | 1 | 0 | 2 | 3   | 4  | 5  | −1  | Knock-outfase |
| 3   | Zwitserland | 3   | 1 | 0 | 2 | 3   | 3  | 6  | −3  |               |
| 4   | Engeland    | 3   | 1 | 0 | 2 | 3   | 2  | 4  | −2  |               |

1. 1 2 3  Onderlinge doelpunten voor: Kroatië 4, Zwitserland 3, Engeland 2.

|                             |            |         |         |                                                                           |
| 25 maart 2021 21:00 (UTC+1) | Portugal   | 1 – 0   | Kroatië | Bonifikastadion, Koper Toeschouwers: 0 Scheidsrechter: Bartosz Frankowski |
| 25 maart 2021 21:00 (UTC+1) | Vieira 68' | Verslag |         | Bonifikastadion, Koper Toeschouwers: 0 Scheidsrechter: Bartosz Frankowski |

|                             |          |         |             |                                                                           |
| 25 maart 2021 15:00 (UTC+1) | Engeland | 0 – 1   | Zwitserland | Bonifikastadion, Koper Toeschouwers: 0 Scheidsrechter: Giorgi Kroeasjvili |
| 25 maart 2021 15:00 (UTC+1) |          | Verslag | 78' Ndoye   | Bonifikastadion, Koper Toeschouwers: 0 Scheidsrechter: Giorgi Kroeasjvili |

|                             |                                          |         |                                       |                                                                      |
| 28 maart 2021 18:00 (UTC+2) | Kroatië                                  | 3 – 2   | Zwitserland                           | Bonifikastadion, Koper Toeschouwers: 0 Scheidsrechter: Dennis Higler |
| 28 maart 2021 18:00 (UTC+2) | Ivanušec 8' Moro 61' (pen.) Vizinger 64' | Verslag | 79' (pen.) Imeri 89' (e.d.) Kulenović | Bonifikastadion, Koper Toeschouwers: 0 Scheidsrechter: Dennis Higler |

|                             |                             |         |          |                                                                             |
| 28 maart 2021 21:00 (UTC+2) | Portugal                    | 2 – 0   | Engeland | Stožicestadion, Ljubljana Toeschouwers: 0 Scheidsrechter: François Letexier |
| 28 maart 2021 21:00 (UTC+2) | Mota 64' Trincão 74' (pen.) | Verslag |          | Stožicestadion, Ljubljana Toeschouwers: 0 Scheidsrechter: François Letexier |

|                             |                 |         |                                      |                                                                        |
| 31 maart 2021 18:00 (UTC+2) | Zwitserland     | 0 – 3   | Portugal                             | Stožicestadion, Ljubljana Toeschouwers: 0 Scheidsrechter: Glenn Nyberg |
| 31 maart 2021 18:00 (UTC+2) | Muheim 70', 72' | Verslag | 3' Queirós 60' Trincão 65' Conceição | Stožicestadion, Ljubljana Toeschouwers: 0 Scheidsrechter: Glenn Nyberg |

|                             |                |         |                                      |                                                                    |
| 31 maart 2021 18:00 (UTC+2) | Kroatië        | 1 – 2   | Engeland                             | Bonifikastadion, Koper Toeschouwers: 0 Scheidsrechter: Harm Osmers |
| 31 maart 2021 18:00 (UTC+2) | Bradarić 90+1' | Verslag | 12' (pen.) Eze 74', 48', 90+8' Jones | Bonifikastadion, Koper Toeschouwers: 0 Scheidsrechter: Harm Osmers |

## Knock-outfase
In de knock-outfase wordt er verlengd bij een gelijke stand na 90 minuten. Indien er dan nog geen winnaar is, worden er strafschoppen genomen om een winnaar te bepalen.
|  | Kwartfinale             | Kwartfinale      |                         |       | Halve finale | Halve finale |  |  | Finale | Finale |
|  |                         |                  |                         |       |              |              |  |  |        |        |
|  | 31 mei – Boedapest      |                  |                         |       |              |              |  |  |        |        |
|  |                         |                  |                         |       |              |              |  |  |        |        |
|  | Nederland               | 2                |                         |       |              |              |  |  |        |        |
|  | Nederland               | 2                | 3 juni – Székesfehérvár |       |              |              |  |  |        |        |
|  | Frankrijk               | 1                |                         |       |              |              |  |  |        |        |
|  | Frankrijk               | 1                | Nederland               | 1     |              |              |  |  |        |        |
|  | 31 mei – Székesfehérvár |                  | Nederland               | 1     |              |              |  |  |        |        |
|  |                         | Duitsland        | 2                       |       |              |              |  |  |        |        |
|  | Denemarken              | Duitsland        | 2                       | 2 (5) |              |              |  |  |        |        |
|  | Denemarken              |                  | 6 juni – Ljubljana      | 2 (5) |              |              |  |  |        |        |
|  | Duitsland (w.n.s.)      | 2 (6)            |                         |       |              |              |  |  |        |        |
|  | Duitsland (w.n.s.)      | 2 (6)            | Duitsland               | 1     |              |              |  |  |        |        |
|  | 31 mei – Maribor        |                  | Duitsland               | 1     |              |              |  |  |        |        |
|  |                         | Portugal         | 0                       |       |              |              |  |  |        |        |
|  | Spanje (w.n.v.)         | Portugal         | 0                       | 2     |              |              |  |  |        |        |
|  | Spanje (w.n.v.)         | 3 juni – Maribor |                         | 2     |              |              |  |  |        |        |
|  | Kroatië                 | 1                |                         |       |              |              |  |  |        |        |
|  | Kroatië                 | 1                | Spanje                  | 0     |              |              |  |  |        |        |
|  | 31 mei – Ljubljana      |                  | Spanje                  | 0     |              |              |  |  |        |        |
|  |                         | Portugal         | 1                       |       |              |              |  |  |        |        |
|  | Portugal (w.n.v.)       | Portugal         | 1                       | 5     |              |              |  |  |        |        |
|  | Portugal (w.n.v.)       |                  |                         | 5     |              |              |  |  |        |        |
|  | Italië                  | 3                |                         |       |              |              |  |  |        |        |
|  | Italië                  | 3                |                         |       |              |              |  |  |        |        |

### Kwartfinales
|                           |                  |         |               |                                                                              |
| 31 mei 2021 18:00 (UTC+2) | Nederland        | 2 – 1   | Frankrijk     | Bozsik Aréna, Boedapest Toeschouwers: 1.672 Scheidsrechter: Maurizio Mariani |
| 31 mei 2021 18:00 (UTC+2) | Boadu 51', 90+3' | Verslag | 23' Upamecano | Bozsik Aréna, Boedapest Toeschouwers: 1.672 Scheidsrechter: Maurizio Mariani |

|                           |                                                          |              |                                                           |                                                                                              |
| 31 mei 2021 21:00 (UTC+2) | Denemarken                                               | 2 – 2 (n.v.) | Duitsland                                                 | MOL Aréna Sóstó, Székesfehérvár Toeschouwers: 457 Scheidsrechter: Guillermo Cuadra Fernández |
| 31 mei 2021 21:00 (UTC+2) | Faghir 69' Nelsson 108' (pen.)                           | Verslag      | 88' L. Nmecha 100' Burkardt                               | MOL Aréna Sóstó, Székesfehérvár Toeschouwers: 457 Scheidsrechter: Guillermo Cuadra Fernández |
| 31 mei 2021 21:00 (UTC+2) | Strafschoppen                                            |              |                                                           | MOL Aréna Sóstó, Székesfehérvár Toeschouwers: 457 Scheidsrechter: Guillermo Cuadra Fernández |
| 31 mei 2021 21:00 (UTC+2) | Isaksen Holse Faghir Hjulmand Nelsson Nartey Kristiansen | 5 – 6        | Burkardt Maier Mai Schlotterbeck L. Nmecha Pieper Jaeckel | MOL Aréna Sóstó, Székesfehérvár Toeschouwers: 457 Scheidsrechter: Guillermo Cuadra Fernández |

|                           |                 |              |                       |                                                                                     |
| 31 mei 2021 18:00 (UTC+2) | Spanje          | 2 – 1 (n.v.) | Kroatië               | Ljudski vrt-stadion, Maribor Toeschouwers: 1.886 Scheidsrechter: Giorgi Kroeasjvili |
| 31 mei 2021 18:00 (UTC+2) | Puado 66', 110' | Verslag      | 90+4' (pen.) Ivanušec | Ljudski vrt-stadion, Maribor Toeschouwers: 1.886 Scheidsrechter: Giorgi Kroeasjvili |

|                           |                                                 |              |                                                     |                                                                                 |
| 31 mei 2021 21:00 (UTC+2) | Portugal                                        | 5 – 3 (n.v.) | Italië                                              | Stožicestadion, Ljubljana Toeschouwers: 1.032 Scheidsrechter: François Letexier |
| 31 mei 2021 21:00 (UTC+2) | Mota 6', 31' Ramos 58' Jota 109' Conceição 119' | Verslag      | 45' Pobega 60' Scamacca 89' Cutrone 85', 91' Lovato | Stožicestadion, Ljubljana Toeschouwers: 1.032 Scheidsrechter: François Letexier |

### Halve finales
|                           |             |         |              |                                                                                    |
| 3 juni 2021 21:00 (UTC+2) | Nederland   | 1 – 2   | Duitsland    | MOL Aréna Sóstó, Székesfehérvár Toeschouwers: 1.573 Scheidsrechter: Sandro Schärer |
| 3 juni 2021 21:00 (UTC+2) | Schuurs 67' | Verslag | 1', 8' Wirtz | MOL Aréna Sóstó, Székesfehérvár Toeschouwers: 1.573 Scheidsrechter: Sandro Schärer |

|                           |        |         |                   |                                                                               |
| 3 juni 2021 18:00 (UTC+2) | Spanje | 0 – 1   | Portugal          | Ljudski vrt-stadion, Maribor Toeschouwers: 1.910 Scheidsrechter: Glenn Nyberg |
| 3 juni 2021 18:00 (UTC+2) |        | Verslag | 80' (e.d.) Cuenca | Ljudski vrt-stadion, Maribor Toeschouwers: 1.910 Scheidsrechter: Glenn Nyberg |

### Finale
|                           |               |         |          |                                                                                  |
| 6 juni 2021 21:00 (UTC+2) | Duitsland     | 1 – 0   | Portugal | Stožicestadion, Ljubljana Toeschouwers: 4.883 Scheidsrechter: Giorgi Kroeasjvili |
| 6 juni 2021 21:00 (UTC+2) | L. Nmecha 49' | Verslag |          | Stožicestadion, Ljubljana Toeschouwers: 4.883 Scheidsrechter: Giorgi Kroeasjvili |

## Doelpuntenmakers
4 doelpunten
- Lukas Nmecha

3 doelpunten
- Patrick Cutrone
- Myron Boadu
- Dany Mota
- Javi Puado

2 doelpunten
- Anders Dreyer
- Ridle Baku
- Florian Wirtz
- Odsonne Édouard
- Luka Ivanušec
- Gianluca Scamacca
- Cody Gakpo
- Perr Schuurs
- Francisco Conceição
- Francisco Trincão
- Daniel Gómez Alcón

1 doelpunt
- Mads Bech Sørensen
- Jacob Bruun Larsen
- Wahid Faghir
- Carlo Holse
- Gustav Isaksen
- Victor Nelsson
- Jonathan Burkardt
- Eberechi Eze
- Curtis Jones
- Mattéo Guendouzi
- Jonathan Ikoné
- Dayot Upamecano
- Bendegúz Bolla
- András Csonka
- Sveinn Aron Guðjohnsen
- Giulio Maggiore
- Tommaso Pobega
- Giacomo Raspadori
- Domagoj Bradarić
- Nikola Moro
- Dario Vizinger
- Sven Botman
- Brian Brobbey
- Justin Kluivert
- Dani de Wit
- Jota
- Diogo Queirós
- Gonçalo Ramos
- Fábio Vieira
- Andrei Ciobanu
- Alexandru Mățan
- Alex Pașcanu
- Fjodor Tsjalov
- Denis Makarov
- Nair Tiknizjan
- Arsen Zacharjan
- Aljoša Matko
- Juan Miranda
- Gonzalo Villar
- Kastriot Imeri
- Dan Ndoye

1 eigen doelpunt
- Giulio Maggiore (tegen Tsjechië)
- Sandro Kulenović (tegen Zwitserland)
- Nik Prelec (tegen Tsjechië)
- Jorge Cuenca (tegen Portugal)

1978 · 1980 · 1982 · 1984 · 1986 · 1988 · 1990 · 1992 · 1994 · 1996 · 1998 · 2000 · 2002 · 2004 · 2006 · 2007 · 2009 · 2011 · 2013 · 2015 · 2017 · 2019 · 2021 · 2023 · 2025 · 2027 

Jeugd-EK's: onder 21 · onder 19 · onder 17       Jeugd-WK's: onder 20 · onder 17